# Площадь Ленина (станция метро, Новосибирск)
«Пло́щадь Ле́нина» — станция Ленинской линии Новосибирского метрополитена. Находится между станциями «Октябрьская» и «Красный проспект».
Территориально станция располагается в Центральном районе Новосибирска, под центральной площадью Новосибирска.
Введена в эксплуатацию 28 декабря 1985 года (открыта для пассажиров 7 января 1986 года) в составе 1-го пускового участка первой очереди из пяти станций.

## История

### Проекты
Проектировщики запроектировали четыре входа на станцию с девятью лестничными маршами, четыре из которых были встроены в здания: горисполкома (ныне Мэрия города), ВПШ (НГАХА), магазина «Орбита», а также Облпотребсоюза. Остальные выходы были открытыми и представляли собой обычные лестничные спуски. По два вели к скверу Оперного театра, ещё два спуска вели к зданию банка, а последний позволял выйти к Первомайскому скверу. Несмотря на проект, по экономическим причинам, четыре входа на станцию так и не были сооружены. Согласно проекту, должны были построить ещё один открытый лестничный спуск и три входа, встроенные в здания.
Также в одном из вестибюлей (со стороны горисполкома) эскалатор был сооружён по требованию архитектора, хотя он был не нужен — вместо него можно было обойтись лестничным маршем.

### Название
Станция названа в честь центральной площади Новосибирска, под которой находится.

### Строительство
11 июля 1981 года, в рамках подготовительных работ, были закрыты для проезда участок Красного проспекта в районе площади Ленина. Вводятся объездные маршруты. Так, дорожники соорудили временный проезд между Первомайским сквером и зданием Краеведческого музея (в то время в здании находился магазин «Орбита»).
Сооружение станции (открытым способом) велось с 1981 года тоннельным отрядом № 27 «Новосибметростроя». Строители огородили площадку. 8 апреля около здания «Орбиты» метростроители начали забивать шпунтовые сваи — первые сваи станционного комплекса.
В мае месяце механизированным щитом началась проходка тоннеля к станции, а в июне немеханизированный щит прошёл перегон от строящейся станции «Октябрьская» и вышел к приёмной камере, расположенной рядом с «Орбитой». К сооружению самой станции пока не приступали, так как не были своевременно вынесены городские коммуникации.
5 июня 1981 года на перегоне от «Октябрьской» до «Площади Ленина» состоялась первая в истории Новосибирского метро сбойка. По этому случаю на площади Ленина состоялся торжественный митинг. Щит прошёл первый тоннель длиной 952 метра и вышел в приёмную камеру в котловане станции.
Тоннель был пройден на месяц раньше установленного срока. Чуть раньше, в конце мая 1981 года началась проходка второго тоннеля от «Октябрьской», а 1 сентября — правого тоннеля до камеры съездов будущей станции «Красный проспект». В конце года строители приступают к сооружению станции.
12 февраля 1982 года на 942-метровом перегоне от «Октябрьской» до «Площади Ленина» состоялась вторая сбойка. 16 апреля завершена проходка левого тоннеля от «Площади Ленина» к «Красный проспект». 24 июля закончена проходка правого тоннеля. После работ щит не стали разбирать, а начали им проходку соединительной ветки в депо. В ноябре 1982 года на перегоне от станции «Октябрьская» до «Площади Ленина» из блоков ЦСО смонтировали левый тоннель, а месяцем ранее — правый.
К началу 1983 года, несмотря на то, что котлован был не закончен, строители приступают к возведению платформенного зала. А в конце июня строители начинают работы по извлечению свай в районе вентиляционной шахты, построенной на Октябрьской магистрали. На начало 1984 года по станционному комплексу были выполнены работы по обоим тоннелям (от «Октябрьской» до «Площади Ленина») и по перегону до станции «Красный проспект». Были построены две вентсбойки и два ствола, притоннельные сооружения. Практически было завершено строительство платформенной части станции. К началу 1985 года станция была построена.
Весной, в апреле месяце, рабочие приступили к установке эскалаторов. В отделке и благоустройстве станционного комплекса принимали активное участие предприятия района. За короткий срок были выполнены работы в более чем 150 вспомогательных, служебных и подсобных помещениях, входящих в состав станционного комплекса. 2 ноября были выполнены работы по благоустройству главной площади города, а 7 числа — восстановлено движение транспорта.

### Пуск
Станция открыла свои двери для пассажиров 7 января 1986 года, в составе первого пускового участка «Красный проспект» — «Студенческая».

## Архитектура и оформление
Конструкция станции — односводчатая (длина свода — 80 метров), с островной платформой, мелкого заложения. Построена открытым способом по архитектурному проекту, выполненному специалистами института «Ленметрогипротранс». Художественное оформление выполнено А. Н. Кузнецовым, художником из Москвы.
Станция выполнена в строгих лаконичных и объёмных цельных формах. Буквы на стенах станции, согласно проекту, выполнены монументальными. В концах перрона имеются разломы, которые обладают повышенной высотой. Это сделано для того, чтобы продемонстрировать станционный свод и монументально-художественные картины. Их мощь.
Станционные стены отделаны светлым мрамором, а пол выложен гранитом. Над посадочной платформой имеются два мраморных цветных панно. Они расположены на торцевых стенах. Дизайн стен призван отражать «величие страны и революционное прошлое города». Оформление стен было выполнено художниками из Ленинграда.
На перроне, по оси платформы, расположены три информационных стенда с указателями и скамейками из полированного дерева. На двух крайних информационных стендах имеются плазменные экраны. В 2008 году информационные указатели были заменены на более современные. Кроме того, над перроном станции повесили 56 энергосберегающих светильников.
В июле 2015 года были установлены новые энергосберегающие лампы в торцах платформы (над мозаиками). Архитектура станции напоминает станцию Удельная Ленинградского-Петербургского (V)етрополитена.

## Вестибюли и пересадки

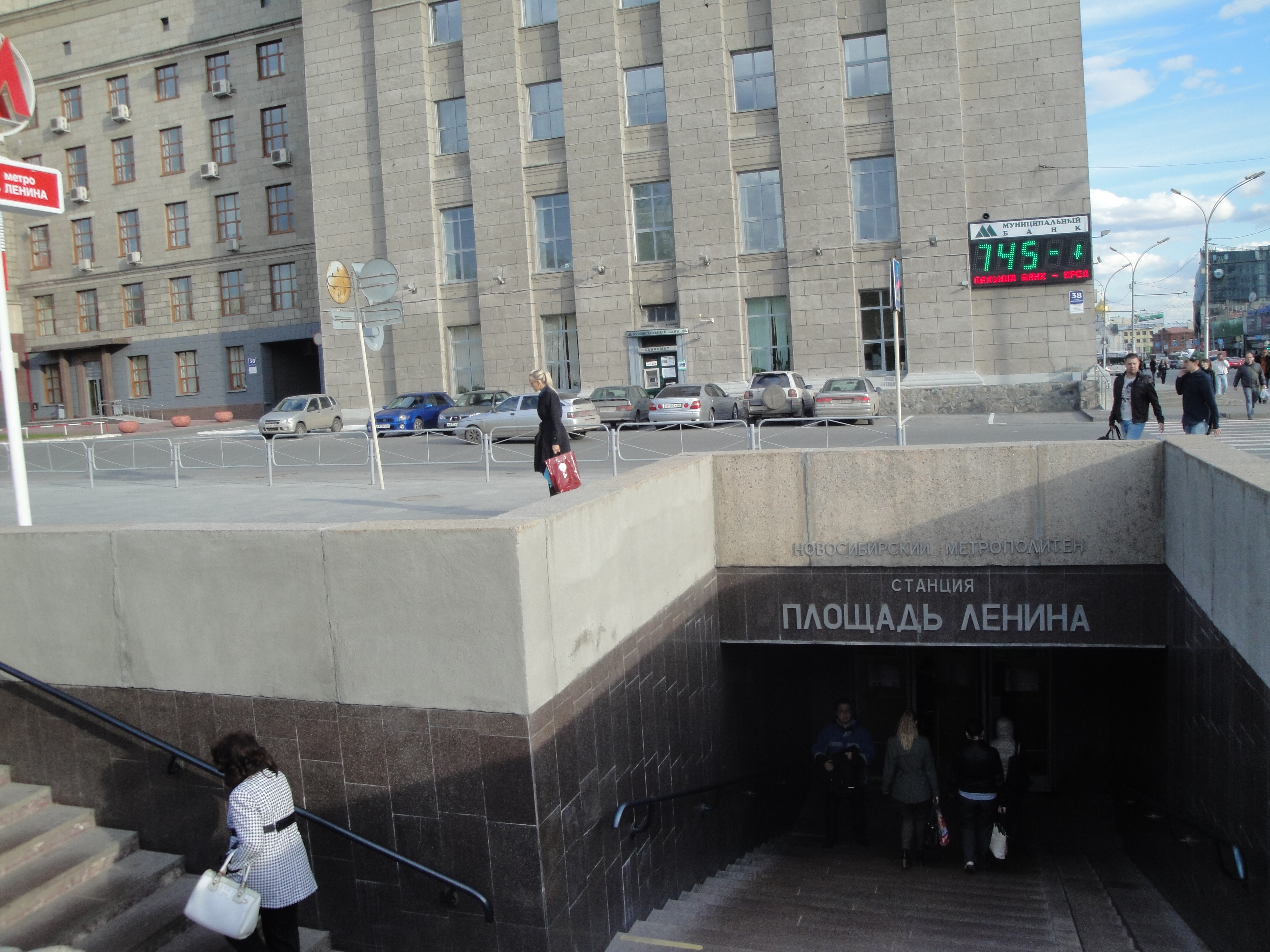
Один из открытых спусков

Станция имеет два подземных вестибюля — северный и южный. С платформой вестибюли соединяются трёхленточными эскалаторами, каждый длиной по 15 метров. Балюстрады южного эскалатора выполнены из нержавеющей стали (до 2011 года были из оргалита коричневого цвета). Оба вестибюля имеют по два входа.
На станцию пассажиры могут попасть через пять входов, один из которых встроен в здание Городского торгового корпуса, а другие представляют собой открытые лестничные спуски. Все пять входов на станцию совмещены с подуличными переходами.
В подуличных переходах расположены «живые уголки». Так, в южном переходе (к мэрии) за стеклянной перегородкой установлены клетки с волнистыми попугаями. А в северном переходе (к Вокзальной магистрали) располагается зоомагазин с аквариумом. Также в северном переходе на полу выбиты цифры года сдачи станции (1985).

## Станция в цифрах
- Длина станции, как и на всех станциях Новосибирского метрополитена, стандартная — 102 м, что позволяет поместить на путь до пяти вагонов (в настоящее время используются 4-хвагонные составы). Длина посадочной платформы — 100 м.[9] Ширина платформы — 10 м.[4]
- Пикет 58+66.
- Длина пути до «Октябрьской» — 1796 метров (один из самых длинных перегонов в Новосибирском метрополитене), до «Красного проспекта» — 1274 метра[10].
- В 2010 году суточный пассажиропоток станции составлял 25,8 тыс. человек. Таким образом, «Площадь Ленина» является третьей по загруженности станцией метро в Новосибирске (после «Площади Маркса» и «Заельцовской»).
- Входы северного вестибюля работают с 05 часов 45 минут до 00 часов 00 минут, входы южного — с 07 часов 00 минут до 23 часов 00 минут[7].

Указатель на станции

- Таблица времени отправления первого и последнего поездов[7]:

|                                      | Пн — Пт / Сб — Вс (чч: мм: сс) | Пн — Вс (чч: мм: сс) |
| В сторону станции «Октябрьская»      | 05:45:00 / 05:46:00            | 00:08:30             |
| В сторону станции «Красный проспект» | 05:58:00                       | 00:13:00             |

## Расположение
Возле станции располагаются многие достопримечательности Новосибирска: Мэрия Новосибирска, Новосибирский театр оперы и балета, Театр музыкальной комедии, театр «Красный факел», Филармония, Концертный зал консерватории, Областной театр кукол, Краеведческий музей, Госбанк, Первомайский сквер, Главпочтамт, а также поликлиника № 1, супермаркет «Зебра», кинотеатр им. Маяковского, торговые ряды в подземном переходе под часовней.

### Остановки
Остановки наземного общественного транспорта вблизи выходов станции:
- А, Тб, Мт: «Метро Площадь Ленина».

В транспортной доступности расположены:
1. По улице Вокзальная магистраль — остановки А, Мт: «Площадь Ленина» (ул. Орджоникидзе).
2. По улице Октябрьская магистраль — остановки А, Мт: «Дом Ленина».
3. По улице Советская — остановки А, Мт: «Консерватория».

### Автобус
| №  | Пересадки                                                                                     | Конечный пункт 1                    | Конечный пункт 2           |
| -- | --------------------------------------------------------------------------------------------- | ----------------------------------- | -------------------------- |
| 5  | Речной вокзал Октябрьская Красный проспект/Сибирская Гагаринская Заельцовская                 | ул. Дюканова (Троллейный жилмассив) | пос. Северный              |
| 8  | Речной вокзал Площадь Гарина-Михайловского                                                    | Цветной проезд                      | Вокзал Новосибирск-Главный |
| 13 | Речной вокзал Октябрьская Красный проспект/Сибирская Гагаринская Заельцовская                 | Ключ-Камышенское плато              | ЖК «Северная Корона»       |
| 18 | Речной вокзал Октябрьская Красный проспект/Сибирская Маршала Покрышкина Берёзовая роща        | Ключ-Камышенское плато              | ул. Тюленина               |
| 21 | Речной вокзал Октябрьская Площадь Гарина-Михайловского                                        | ул. Капитана Сигова                 | Вокзал Новосибирск-Главный |
| 28 | Площадь Маркса Студенческая Речной вокзал Красный проспект/Сибирская Гагаринская Заельцовская | Пригородный простор                 | ЖК «Северная Корона»       |
| 54 | Речной вокзал Площадь Гарина-Михайловского                                                    | ул. Твардовского                    | Вокзал Новосибирск-Главный |
| 97 | Октябрьская Красный проспект/Сибирская Гагаринская Заельцовская                               | Цветущая Плющиха                    | ЖК «Северная Корона»       |
| 98 | Золотая нива Октябрьская Красный проспект/Сибирская Гагаринская Заельцовская                  | Цветущая Плющиха                    | Ботанический жилмассив     |

### Троллейбус
| №  | Пересадки                                                       | Конечный пункт 1           | Конечный пункт 2        |
| -- | --------------------------------------------------------------- | -------------------------- | ----------------------- |
| 5  | Октябрьская Красный проспект/Сибирская Гагаринская Заельцовская | ул. Ленинградская          | Микрорайон «Стрижи»     |
| 10 | Октябрьская Золотая нива Берёзовая роща                         | Вокзал Новосибирск-Главный | ул. Александра Анцупова |
| 13 | Речной вокзал Красный проспект/Сибирская                        | ул. Учительская            | Метро «Речной вокзал»   |

- Мт: № 44, 44а, 45, ТРЦ Аура;
- Пригородные: № 258ж;

## Интересные факты

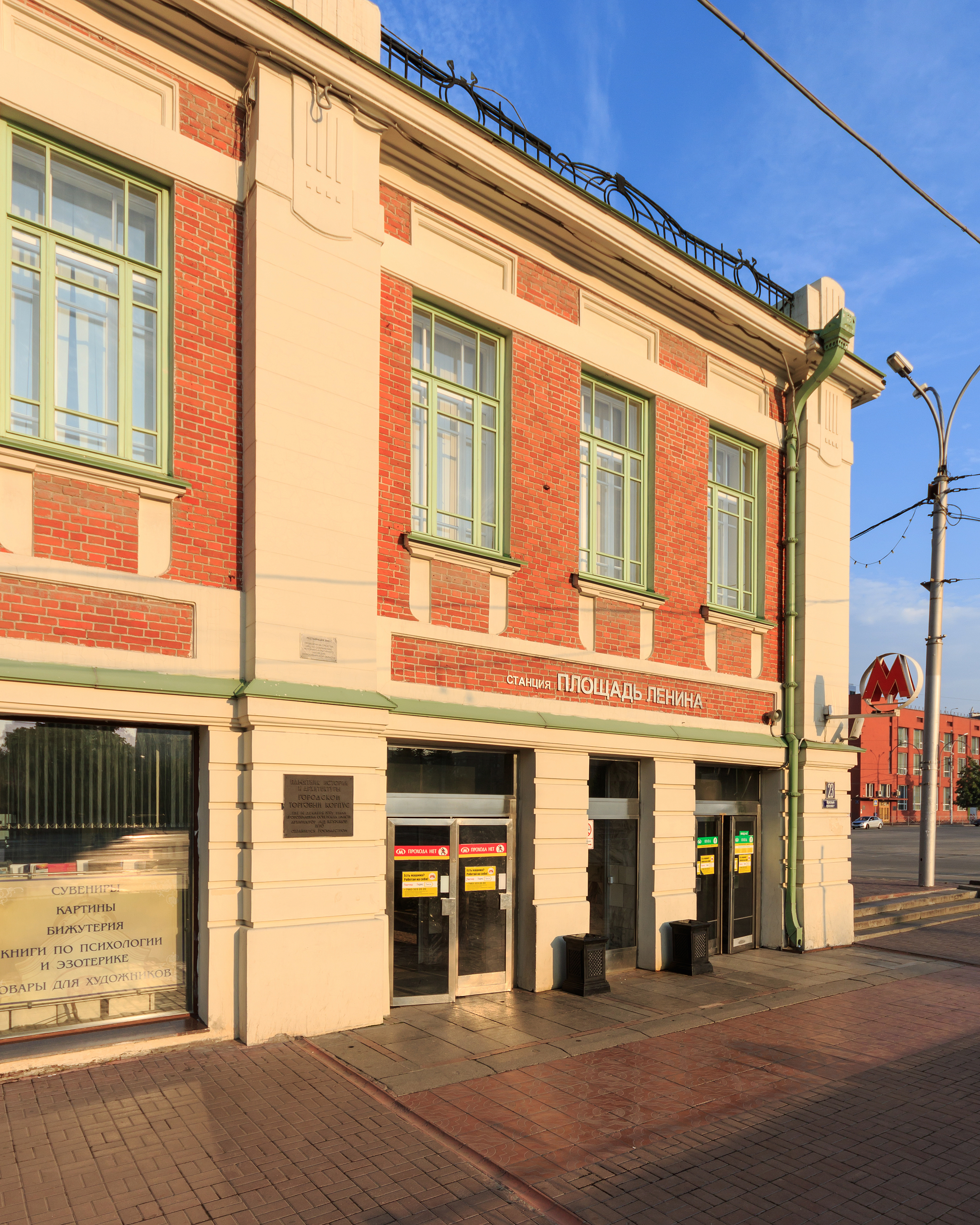
Вход, встроенный в здание Краеведческого музея

- Часть аллеи на Красном проспекте при сооружении станции была ликвидирована. Бюст маршала авиации и трижды героя СССР Александра Покрышкина, располагавшийся на аллее, перенесли в другое место[3].
- Автором проекта станции является ленинградский архитектор А. С. Гецкин, спроектировавший многие станции Петербургского метрополитена. Наиболее схожей по архитектуре станцией является станция Удельная Московско-Петроградской линии Санкт-Петербургского метро.
- В каждом из вестибюлей станции у выходных турникетов расположена план-карта наземной инфраструктуры с указанием всех достопримечательностей и продублированными подписями на английском языке.
- С 22 января 2010 года в каждом из входных вестибюлей станции расположена золотая памятная доска Новосибирского метрополитена, посвящённых истории его строительства. На церемонии открытия присутствовали первые лица города и ветераны метростроя. Именно строителям-первопроходцам принадлежала идея увековечивания имён тех людей, которые начали строительство «новосибирской подземки»[11].